# Hoffmann János (prépost)
Hoffmann János (Vác, 1794 – Kecskemét, 1854. november 5.) római katholikus plébános, dornaui címzetes prépost és szentszéki ülnök.

## Élete
Elvégezvén szülővárosában a gimnázium hat osztályát és teologiai tanulmányait, misés pappá szenteltetett föl és 1828. október 15-én Kecskemétre rendeltetett segédlelkésznek; ugyanott 1832-ben plébánosnak választották. Amikor 1849-ben Josip Jelačić horvát bán Kecskeméten táborozott, Hoffmann könyörögte ki tőle, hogy a várost föl nem dulta és ki nem rabolta.
Mikor Kecskemét ifjaiból megalakult az első nemzetőr csapat és saját zászlója alatt harcba volt menendő, Hoffmann szentelte föl a zászlót és ő esküdtette föl a nemzetőröket. E zászlófelavató beszédjét a Kecskeméti Nagy Képes Naptár (1893-ra) közli a városi levéltárban őrzött kéziratból.